# Mountainair (Nouveau-Mexique)
Mountainair est une localité américaine située dans le Comté de Torrance, au Nouveau-Mexique. Selon le recensement de 2010, sa population est de 928 habitants.

## Personnalités liées à Mountainair
- Beatrice Roach Gottlieb (1919-2011), femme politique, y est née.
- Francine Irving Neff (1925-2010), femme politique, a grandi à proximité.